# Obal'
L'Obal' (in bielorusso О́баль?) è un fiume della Bielorussia, affluente di destra della Dvina occidentale. Scorre nella regione di Vicebsk.

## Descrizione
Ha origine dal lago Ezjaryšča e scorre prevalentemente in direzione sud-occidentale, nel basso corso gira a ovest. Attraversa i distretti di Haradok e di Šumilina, entro i confini della parte nord-occidentale dell'altopiano di Garadoc e attraverso la parte nord-orientale della pianura di Polack. Sfocia nella Dvina occidentale nel distretto di Polack. La lunghezza del fiume è di 148 km, l'area del bacino idrografico è di 2 690 km². La portata media annua dell'acqua alla foce è di 19,4 m³/s. Il canale è tortuoso, largo 8-20 m nel tratto superiore, 20-40 m in quello medio e 25-30 m in quello inferiore.
Il fiume gela alla fine della prima decade di dicembre. La deriva del ghiaccio avviene all'inizio di aprile e dura 4 giorni. Il livello di piena più alto si osserva vicino al villaggio urbano di Obol' nella prima decade di aprile.

## Fauna e flora
Il fiume è abitato da: luccio, pesce persico, tinca, blicca, ido, scardola europea, bottatrice, cavedano europeo, gobione, alburno. Vi si trova anche l'anguilla europea e, nelle aree interrate e nei canali di bonifica adiacenti, il cobite di stagno.
La vegetazione acquatica è caratterizzata da: ninfea comune, Nuphar, cannuccia di palude, Scirpus.